# En-Nun-Tarah-Ana
En-Nun-Tarah-Ana di Unug, o Ennundaranna (... – 2588 a.C. circa) è il nono lugal della prima dinastia di Uruk.
La Lista dei re sumeri lo pone dopo La-Ba'shum e gli assegna otto anni di regno, si crede dal 2596 a.C. alla morte. Gli sarebbe successo Mesh-He. La storicità dei suoi successori non è però del tutto accertata.